# Programa Cidadão do Mundo
O Programa Cidadão do Mundo é uma iniciativa do Governo do Estado do Maranhão, coordenada pela Secretaria de Estado da Ciência, Tecnologia e Inovação (Secti), que oferece intercâmbio internacional gratuito para jovens maranhenses entre 18 e 24 anos, egressos do ensino médio da rede pública estadual. O objetivo é proporcionar o aprendizado de idiomas estrangeiros (inglês, francês e espanhol) em países onde essas línguas são oficiais, promovendo o desenvolvimento educacional, cultural e profissional dos participantes.

## Histórico e Expansão
Desde a criação do programa Cidadão do Mundo no Maranhão, o programa tem ampliado o número de beneficiados. Em sua 7ª edição, realizada em 2023, foram selecionados 100 estudantes para intercâmbios em três países: 50 para o Reino Unido (Inglaterra), 30 para a Argentina e 20 para a França. Os participantes vivenciaram cursos intensivos de idiomas e imersão cultural, com embarques previstos entre março e abril e retorno até junho de 2023.

## Impacto Social
O programa visa democratizar o acesso a experiências internacionais, anteriormente restritas a jovens de classes sociais mais altas. Ao custear todas as despesas dos intercambistas, o Governo do Maranhão busca promover a equidade educacional e ampliar as oportunidades de inserção no mercado de trabalho para jovens de famílias de baixa renda.